# Кодзука Такахіко
Ко́дзука Такахі́ко (яп. 小塚崇彦, こづか たかひこ; 27 лютого 1989, Наґоя, Японія) — японський фігурист, що виступає у чоловічому одиночному фігурному катанні. Чемпіон світу серед юніорів 2006 року, з 2005 року учасник і призер змагань, зокрема міжнародних на дорослому рівні, зокрема, дворазовий срібний (2008 і 2009) та бронзовий (2010) медаліст першості Японії з фігурного катання, бронзовий призер Чемпіонату Чотирьох Континентів 2009 року, срібний медаліст Фіналу Гран-Прі 2009 року, на дебютній Зимовій Олімпіаді (Ванкувер, Канада) посів 8-у позицію.

## Кар'єра

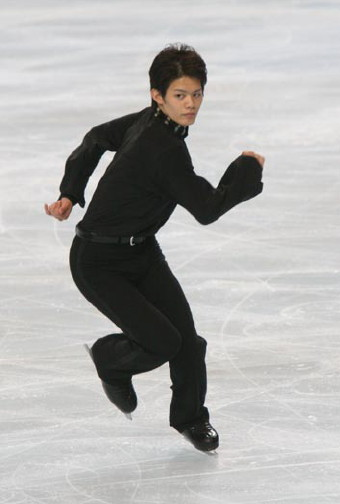
Т.Кодзука на етапі Гран-Прі Trophée Eric Bompard 2008 року

Такахіко почав кататися на ковзанах у 5-річному віці. Його батько, Кодзука Цуґухіко , в минулому фігурист-одиночник, що представляв Японію на Зимових Олімпійських іграх 1968 року, а мати Такахіко, також фігуристка, виступала в льодовому шоу. Батько Т.Кодзуки в наш час[коли?] є одним з членів тренерської команди сина. Також спортсмена тренують Сато Нобуо, чия дочка, Сато Юка була чемпіонкою з фігурного катання 1994 року в жіночому одиночному фігурному катанні, а зараз є хореографом Такахіко.
У 2008 році Кодзука Такахіко вперше узяв участь у Чемпіонаті світу з фігурного катання і посів доволі високе, як на дебютанта змагань, 8-е місце, що уможливило для Японії максимальне кількісне представництво на світовій першості 2009 року (3 учасника від країни).
В сезоні 2008/2009 Кодзука виграв етап серії Гран-прі «Skate America» і став срібним призером на етапі «Trophée Eric Bompard», відібравшись  таким чином до Фіналу Гран-прі, де здобув срібну медаль. На Чемпіонаті Чотирьох континентів з фігурного катання 2009 року спортсмен отримав бронзу, а на Світовій першості з фігурного катання цього ж року посів 6-е місце.
Сезон 2009/2010 розпочався для Такахіко з виступів на двох етапах серії Гран-Прі (срібло на «Cup of Russia»—2009 та лише 7-ме місце на «домашньому» «NHK Trophy»—2009), а також Чемпіонату Японії з фігурного катання, де фігурист став бронзовим призером, і це місце дозволило йому взяти участь у лютому 2010 року в складі Збірної Японії на Ванкуверській Олімпіаді в олімпійському турнірі одиночників, де він показав рівні прокати, і з новим (поліпшеним на бал) персоналбестом за сумою обох програм (231.19) посів пристойне 8-е місце, що непогана як на дебютанта.  

## Спортивні досягнення

### Після 2006 року
| Змагання/Сезон                                      | 2006/2007 | 2007/2008 | 2008/2009 | 2009/2010 | 2010/2011 |
| --------------------------------------------------- | --------- | --------- | --------- | --------- | --------- |
| Зимові Олімпійські ігри                             |           |           |           | 8         |           |
| Чемпіонати світу з фігурного катання                |           | 8         | 6         | 10        | 2         |
| Чемпіонати Чотирьох континентів з фігурного катання |           | 8         | 3         |           | 4         |
| Чемпіонати Японії з фігурного катання               | 6         | 2         | 2         | 3         | 1         |
| Фінали Гран-прі                                     |           |           | 2         |           | 3         |
| Етапи Гран-прі: «Cup of China»                      |           |           |           |           | 1         |
| Етапи Гран-прі: «Skate America»                     |           | 8         | 1         |           |           |
| Етапи Гран-прі: «Cup of Russia»                     |           | 5         |           | 2         |           |
| Етапи Гран-прі: «Trophee Eric Bompard»              | 6         |           | 2         |           | 1         |
| Етапи Гран-прі: «NHK Trophy»                        | 3         |           |           | 7         |           |
| Азіатські зимові ігри                               | 4         |           |           |           |           |

### До 2006 року
| Змагання/Сезон                                      | 2002/2003 | 2003/2004 | 2004/2005 | 2005/2006 |
| --------------------------------------------------- | --------- | --------- | --------- | --------- |
| Чемпіонати світу з фігурного катання серед юніорів  |           |           |           | 1         |
| Чемпіонати Японії з фігурного катання               |           |           | 4         | 4         |
| Чемпіонати Японії з фігурного катання серед юніорів | 7         | 6         | 4         | 1         |
| Фінали юніорської серії Гран-прі                    |           |           |           | 1         |
| Етапи юніорського Гран-прі, Японія                  |           |           |           | 1         |
| Етапи юніорського Гран-прі, Канада                  | 4         |           |           | 2         |
| Етапи юніорського Гран-прі, Угорщина                |           |           | 7         |           |
| Етапи юніорського Гран-прі, Польща                  |           | 9         |           |           |
| Етапи юніорського Гран-прі, Мексика                 |           | 2         |           |           |